# Пароизоляция

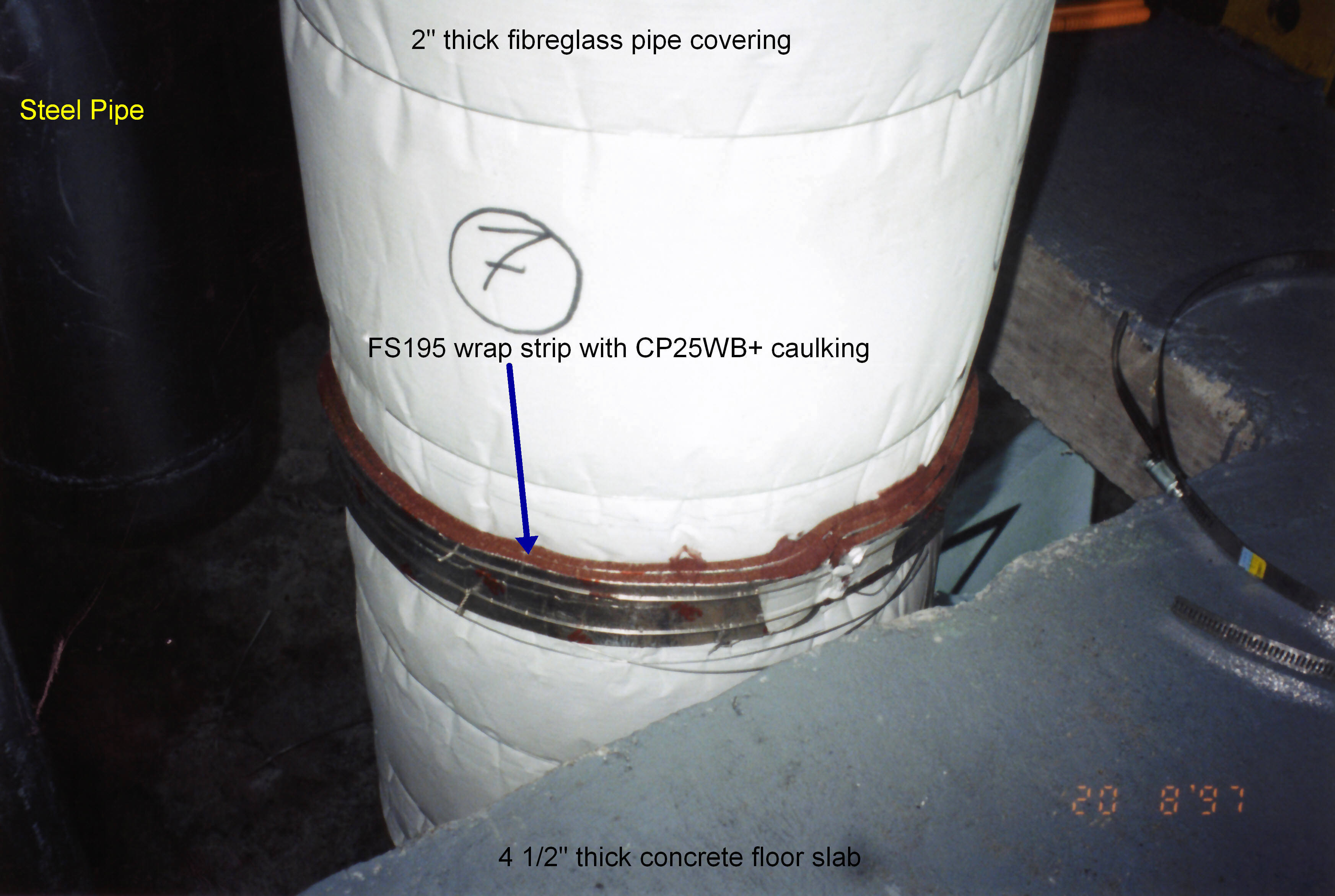
Комбинированная защита трубы, включающая пароизоляцию

Пароизоляция — это совокупность различных методов защиты теплоизолирующих материалов и строительных конструкций от проникновения пара и, как следствие, от выпадения и впитывания конденсата (росы). 

## Материалы
В качестве пароизоляции применяются полимерные лаки, рулонные и листовые материалы, пароизоляционные плёнки, например: геосинтетики или ПВХ мембраны, пергамин, толь, рубероид, а в жарких помещениях, например, в банях или за батареями, фольга или термофол.

## Применение
Строительная пароизоляция прибивается к деревянным конструкциям непосредственно перед утеплителем скобами с помощью скобозабивателя или крепится иным способом. Кладётся встык или внахлёст; швы проклеиваются клейкой лентой. Широко применяется в деревянном домостроении. Обычно в конструкциях отапливаемых зданий пароизоляция располагается изнутри под внутренним отделочным слоем. В теплых районах, где кондиционирование используется чаще отопления, пароизоляцию следует располагать наоборот, у наружной поверхности стены. В промежуточных случаях пароизоляция может вообще не использоваться. Важно рационально сочетать пароизоляцию с вентиляцией. В частности, с осторожностью следует относиться к практике использования нескольких разнесенных слоев пароизоляции, поскольку любая пароизоляция не идеальна и, в результате, в промежутке между ними со временем может происходить накопление влаги в таких количествах, что из полостей конструкции ее нужно будет извлекать вёдрами. 
Туристы в экстренных случаях, чтобы не замерзнуть, применяют пароизоляцию: надевают на себя полиэтиленовый пакет, а сверху одежду, уменьшая таким образом потерю тепла с паром..